# Siebe der Reduktion
Die Siebe der Reduktion sind ein Auswahlinstrument für Lerninhalte, um diese mit Blick auf die Zielgruppe, die (Lern-)Ziele und das Zeitbudget zu priorisieren.

## Stofffülle und „Vollständigkeitsfalle“
Im Rahmen einer Lehrplanung werden zunächst mögliche Lerninhalte zusammengetragen. Oftmals ist die Sammlung des Lernstoffs viel umfangreicher, als es im Unterricht bzw. in einer Lehrveranstaltung sinnvoll lehr- und lernbar wäre. Zudem gilt es auch die Workload der Studierenden innerhalb eines Semesters zu bedenken. Somit stehen Lehrpersonen vor der Herausforderung, diese Fülle an Stoff sinnvoll zu reduzieren.
Als zusätzliche Herausforderung erweist sich oftmals der Wunsch der Lehrenden, die eigenen Inhalte möglichst vollständig an die jeweilige Zielgruppe weiterzugeben. Lehner umschreibt diesen Wunsch mit dem Begriff „Vollständigkeitsfalle“. Die Lehrenden finden dann: „Alles ist wichtig“, und: „Man kann nichts weglassen“. Da der Lernerfolg jedoch nicht proportional zur Stoffmenge anwächst, empfiehlt sich ein „Mut zur Lücke“, um nachhaltiger lernen zu können.

## Vorgehensweise
Für die Auswahl von Lerninhalten bietet sich eine Vorgehensweise an, bei der die Lerninhalte fiktiv für unterschiedliche Zeitbudgets aufbereitet werden. Das Auswahlinstrument für dieses mentale Probehandeln heißt „Siebe der Reduktion“. Das Bild der Siebe wird verwendet, weil es darum geht, mit unterschiedlich feinen Sieben (= den unterschiedlichen Zeitbudgets) Sand verschiedenster Körnung (= die Inhalte) zu trennen. Durch ein grobes Sieb fällt fast alles hindurch, übrig bleiben nur wenige Sandkörner. Ein feines Sieb hingegen hält den Großteil des Sandes zurück. Dementsprechend kann man beispielsweise bei einer zweitägigen Lehrveranstaltung an einer Hochschule fragen:
- Grobes Sieb (R1): Mit welchen Inhalten arbeite ich, wenn mir für deren Vermittlung nur 15 Minuten zur Verfügung stehen?

- Mittleres Sieb (R2): Was „bringe“ ich, wenn ich zwei Stunden Zeit nutzen kann?
- Feines Sieb (R3): Was habe ich „im Angebot“, wenn zwei Tage für die Lernprozesse vorgesehen sind?[4]

Anmerkung: Es gibt eine Variante aus einer journalistischen Schreibwerkstatt, die Fachartikel nach ihrem Umfang priorisiert: „Stoff für 1 Seite“, „Stoff für 3 Seiten“ und „Stoff für 10 Seiten“.

## Beispiel
In einer Lehrveranstaltung zum Thema „Das menschliche Auge“ gibt es umfangreich Lerninhalte. Um die besonders wesentlichen Aspekte von den etwas weniger wesentlichen abzugrenzen, wird mit den „Sieben der Reduktion“ gearbeitet. Das feine Sieb kann die tatsächlich zur Verfügung stehende Zeit darstellen (z. B. acht Präsenztermine mit jeweils zwei Lehreinhaiten). Folgende Lehr-/Lerninhalte werden ermittelt:
- 15 Minuten (grobes Sieb): Anatomie des Auges beschreiben und grob die Funktionen erläutern.
- 1 Stunde (mittleres Sieb): Die Funktionen der einzelnen anatomischen Bestandteile des Auges werden genauer behandelt.
- 2 Tage (feines Sieb): Zusätzlich zu Anatomie und Funktion können Augenkrankheiten oder weitere Augenformen (z. B. Facettenauge) behandelt werden. Alternativ kann ein Teil des Auges sehr detailliert behandelt werden (z. B. die Netzhaut).[6]

## Das Wesentliche und die 3-Z-Formel
Die Lehrperson hat die Aufgabe, das Wesentliche des Stoffes, d. h. den fachlichen Kern und das zentrale Anliegen, herauszuarbeiten. Was jeweils als das Wesentliche zu gelten hat, das bei dieser Form der didaktischen Reduktion hervorgehoben wird, lässt sich nur auf dem Hintergrund des vorliegenden Interesses beantworten. Bei der Auswahl hilft die 3-Z-Formel:
- Zielgruppe: Für welche Lerngruppe mit welchen Vorkenntnissen, Erfahrungen und Wünschen bzw. Erwartungen wird reduziert?
- Ziel: Was sollen die Lernenden nach diesem Unterricht bzw. dieser Lehrveranstaltung wissen, was sollen sie können?
- Zeitbudget: Welcher zeitliche Rahmen steht zur Verfügung?[7]

In welcher Weise bzw. in welche Richtung reduziert wird, hängt demzufolge insbesondere von der unterrichtlichen Zielstellung und der Zielgruppe ab. Grundsätzlich ist sowohl möglich, dass die Reduktion eher in Richtung „Überblick“ erfolgt als auch dass sie eher in Richtung „Tiefe“ geht.

## Variante Inhaltsreduktion (Konzentration)
Auch für die Konzentration von Lerninhalten (im Unterschied zur Auswahl von Lerninhalten) lassen sich die Siebe der Reduktion einsetzen. Im Unterschied zur weiter oben beschriebenen Vorgehensweise handelt es sich bei den zu konzentrierenden Objekten um inhaltliche Konstrukte wie Begriffe, Aussagen und Strukturen. Das Bild der Siebe lässt sich hier ebenfalls gut verwenden, weil es darum geht, mit unterschiedlich feinen Sieben (= z. B. den unterschiedlich stark konzentrierten Aussagen) Sand verschiedenster Körnung (= z. B. die Aussagen) zu trennen. Durch ein grobes Sieb fällt fast alles hindurch, übrig bleiben nur wenige Sandkörner. Ein feines Sieb hingegen hält den Großteil des Sandes zurück. Dementsprechend kann man beispielsweise bei einer Lehrveranstaltung fragen, in der ca. 20 Aussagen, Ideen oder Gesetzmäßigkeiten behandelt werden:
- Grobes Sieb (R1): Angenommen, die Lernenden erinnern nach Abschluss der Lehrveranstaltung nur noch eine zentrale Aussage – welche sollte dies sein? Und warum?

- Mittleres Sieb (R2): Angenommen, es würden drei Aussagen aus dem Unterricht „mitgenommen“ – welche sollten dies sein?
- Feines Sieb (R3): Angenommen, Ihre Lernenden sind in der Lage, auch zehn Aussagen langfristig zu erinnern – welche sind vorgesehen?[8]